# Пал, Барна
Барна Пал (венг. Pál Barna; род. 11 февраля 2007) — венгерский футболист, защитник клуба «Академия Пушкаша».

## Клубная карьера
Пал — воспитанник клуба «Академия Пушкаша». 8 декабря 2023 года в матче против «Кечкемета» он дебютировал в чемпионате Венгрии.